# Teologia eucarística anglicana
A teologia eucarística anglicana é diversificada em sua prática, refletindo a abrangência do Anglicanismo. Suas fontes incluem rubricas de livros de orações, escritos sobre teologia sacramental por sacerdotes anglicanos e os regulamentos e orientações das províncias eclesiásticas. O principal recurso teológico é o Livro de Oração Comum, especialmente suas orações eucarísticas e o Artigo XXVIII dos Trinta e Nove Artigos de Religião. O referido artigo compreende a declaração doutrinária anglicana fundacional sobre a Eucaristia, embora sua interpretação varie entre as províncias da Comunhão Anglicana e nas diferentes tradições da igreja, como o Anglocatolicismo e o Anglicanismo Evangelical.
As teologias eucarísticas anglicanas afirmam universalmente a presença real de Cristo na Eucaristia, embora os anglicanos evangelicais acreditem que esta é uma presença pneumática, enquanto que os anglo-católicos acreditam que esta é uma presença corpórea. Na primeira interpretação, aqueles que recebem a forma ou sinal do corpo e do sangue no pão e no vinho, recebem também o corpo espiritual e o sangue de Cristo. Os que recebem a forma ou o sinal sem fé, ou para aqueles que são maus, Cristo não está presente espiritualmente e eles consomem apenas os sinais físicos desta santa presença, o que aumenta ainda mais a sua maldade - de acordo com o Artigo XXIX. Na última interpretação, exista a presença corpórea de Cristo na Eucaristia, embora a maneira precisa de como essa presença se manifesta seja um mistério de fé. Para explicar a forma como a presença de Cristo se manifesta, alguns anglicanos da Alta Igreja, no entanto, ensinam a explicação filosófica da consubstanciação, associado com os lolardos ingleses e, mais tarde, erroneamente com Martinho Lutero, embora Lutero e as Igrejas Luteranas explicitamente rejeitassem a doutrina da consubstanciação e realmente promulgassem seu dogma da União Sacramental. Um grande líder do Movimento Anglo-católico de Oxford, Edward Pusey, defendeu a visão da consubstanciação.

## Teologia sacramental
Com a Eucaristia, assim como acontece com outros aspectos da teologia, os anglicanos são em grande parte dirigidos pelo princípio do lex orandi, lex credendi, que significa "a lei da oração é a lei da crença". Em outras palavras, a teologia sacramental no que se refere à Eucaristia é suficientemente e plenamente articulada pelo Livro de Oração Comum de uma dada jurisdição. Conforme definido pelo teólogo anglicano Richard Hooker, do século XVI, os sacramentos são considerados "sinais visíveis da graça invisível"; da mesma forma, o Catecismo da versão de 1662 declara que um sacramento é "um sinal exterior e visível de uma graça interior e espiritual dada a nós, ordenada pelo próprio Cristo, como um meio pelo qual recebemos o mesmo, e um compromisso de assegurar-nos. "Assim, tem o efeito de transmitir a santificação no indivíduo que participa do sacramento. De acordo com isto, na Eucaristia o sinal exterior e visível é "pão e vinho" e a "coisa significada", o "corpo e sangue de Cristo", que são verdadeiramente tomados e recebidos pelos fiéis na ceia do Senhor.
Os sacramentos possuem forma e matéria. Forma é a ação litúrgica verbal e física, enquanto a matéria se refere aos objetos materiais usados (pão e vinho). Em uma Eucaristia anglicana, a forma está contida no rito e em suas rubricas, conforme articulado nos livros de oração autorizados pela província eclesiástica. A parte central do rito é a Oração Eucarística ou "Grande Ação de Graças".
Para a grande maioria dos anglicanos, a Eucaristia (também chamada de "Santa Comunhão", "Missa", "Divina Liturgia", a "Ceia do Senhor ou "A Grande Ação de Graças") é o ato central da adoração coletiva, o meio designado pelo qual Cristo pode se tornar presente à Sua Igreja. Para a maioria dos anglicanos, este evento constitui a renovação do Corpo de Cristo com a Igreja através da recepção do Corpo de Cristo, o Santíssimo Sacramento, seu corpo espiritual e sangue. Neste sacramento, Cristo é encontrado e incorporado (eles "participam" dele). Como tal, a ação eucarística olha para trás como um memorial do sacrifício de Cristo, adiante como uma antecipação do banquete celestial e para o presente como uma encarnação de Cristo nas vidas da comunidade e nos crentes individuais.
A doutrina anglicana sobre a Eucaristia está contida no Artigo XXVIII - Da Ceia do Senhor e XXIX - Dos Iníquos que não comem o Corpo de Cristo, nos Trinta e Nove Artigos. O Catecismo da Igreja da Inglaterra, a igreja fundamental da Comunhão Anglicana, encontra-se no Livro de Oração Comum e afirma que, como com os outros sacramentos, a Eucaristia é "um sinal externo e visível de uma graça interior e espiritual dada a nós, ordenados pelo próprio Cristo, como um meio pelo qual recebemos o mesmo, e um penhor para nos assegurar disso." O sinal exterior, neste caso, é o pão e vinho; e a coisa significada é o corpo e sangue de Cristo.

## Variedades da teologia eucarística
Por causa dos vários movimentos teológicos que influenciariam o anglicanismo ao longo da história, não há uma doutrina sacramental aceita por todos os anglicanos. Os primeiros teólogos anglicanos como Thomas Cranmer e Richard Hooker, defendiam uma teologia sacramental semelhante a de João Calvino. A crença de Cranmer era substancialmente calvinista, recepcionista e virtualista, como demonstrado por Peter Brooks, em 1965. Hooker aceitava uma combinação mais sutil de recepcionismo e presença real, mas agnóstica quanto ao que os elementos eram si, mas insistia que "o sacramento é uma participação verdeira e real de Cristo, que assim se comunica mesmo em toda a sua Pessoa como o Cabeça Místico..." Ele põe de lado a transubstanciação e a consubstanciação e exorta as pessoas a meditarem em silêncio e questionar menos a maneira como a Eucaristia acontece. As visões de Hooker foram agradáveis para a maioria dos anglicanos durante os séculos que se passaram. O Movimento de Oxford, no século XIX, procurou dar à Eucaristia um lugar mais proeminente mantendo a crença na presença real de Cristo no sacramento. Os anglicanos agora possuem uma variedade de teologias sacramentais, apresentando um espectro de teorias encontradas em outras tradições cristãs.

### Presença corpóreas
Os anglicanos da Igreja Anglo-Católica, assim como alguns evangelicais da Igreja Alta, mantêm a crença na presença corpórea de Cristo na Eucaristia, mas sustentam que os detalhes de como Cristo é feito presente permanece um mistério de fé, essa visão também é mantida pela Igreja Ortodoxa, Igreja Luterana e Igreja Metodista. Sustentando esse ponto de vista, "os tractários estavam preocupados... em exaltar a importância do sacramento", mas eram "geralmente hostis à doutrina da transubstanciação". O Artigo XXVIII, dos Trinta e Nove Artigos declara que "A transubstanciação...não pode ser provada pelas Escrituras Sagradas; mas é repugnante às claras palavras da Escritura, subverte a natureza de um Sacramento e deu ocasião a muitas superstições". Edgar Gibson, o bispo de Gloucester, que era anglo-católico em sua eclesiologia, defendeu a frase "não pode ser provada pelas Escrituras Sagradas", no artigo XXVIII, afirmando:
É difícil ver como uma teoria filosófica, como a transubstanciação é confessada, pode ser "provadas pelas Escrituras Sagradas". Romanistas apontam para as palavras da instituição Τοῦτο ἐστι τό σῶμά μου. Mas embora possam certamente ser revindicados em favor da presença real, ainda assim trazer para eles a teoria dos "acidentes" remanescentes enquanto a "substância" é modificada, é ler no texto aquilo que certamente não está contido nele e o que negamos pode razoavelmente ser referido a partir dele.

### Presença pneumática
Anglicanos da baixa igreja rejeitam a crença em uma presença corpórea de Cristo na Eucaristia e, portanto, normalmente qualquer crença na reserva e adoração do sacramento. A reserva foi eliminada na prática pela rubrica no final do serviço da comunhão de 1662, que ordenou o consumo reverente de qualquer pão e vinho consagrados imediatamente após a bênção, e a adoração pela "Declaração Sobre o Joelhamento". Em vez disso, eles mantêm uma visão de "presença real espiritual" da Eucaristia, semelhante às opiniões defendidas por denominações protestantes reformadas, como os presbiterianos. As paróquias e pastores da Igreja Baixa tendem a celebrar a Eucaristia com menos frequência (por exemplo, mensalmente) e preferem os termos "Sagrada Comunhão" ou "Ceia do Senhor". Essa visão possui um precedente histórico. Durante os anos seminais da Reforma Inglesa, Thomas Cranmer estava correspondendo-se com vários reformadores continentais, vários dos quais vieram para a Inglaterra a seu pedido para ajudar nas reformas de lá. Entre eles incluem-se Martin Bucer, Paul Fagius, Peter Mártir Vermigli, Bernardino Ochino e Jan Łaski. As opiniões desses homens estavam de acordo com a doutrina reformada do sacramento. 
Cranmer escreveu sobre a Eucaristia em seu tratado "One the True and Catholic Doctrine of the Lord's Supper" (em português: "Sobre a Doutrina Verdadeira e Católica da Ceia do Senhor") que os cristãos recebem verdadeiramente o mesmo "corpo e sangue de Cristo" na Comunhão, mas de "um modo celestial e espiritual", o que o aproxima da doutrina eucarística calvinista.
Esta visão está de acordo com a visão reformada continental encontrada no Capítulo XXI da Segunda Confissão Helvética:
Há também uma alimentação espiritual do corpo de Cristo; não é assim que pensamos que assim o alimento em si deve ser transformado em espírito, mas pelo qual o corpo e o sangue do Senhor, embora permaneçam em sua própria essência e propriedade, são comunicados espiritualmente a nós, certamente não em um corpo, mas em um corpo de forma espiritual, pelo Espírito Santo, que aplica e nos concede estas coisas que foram preparadas para nós pelo sacrifício do corpo e sangue do Senhor por nós, a saber, a remissão de pecados, livramento e vida eterna; de modo que Cristo vive em nós e nós vivemos nele, e ele nos faz recebê-lo pela fé verdadeira para este fim, para que ele possa tornar-se para nós uma tal comida e bebida espirituais, isto é, a nossa vida.
Mas aquele que chega a essa sagrada mesa do Senhor sem fé, comunica-se apenas no sacramento, mas não recebe a substância do sacramento de onde vem a vida e a salvação; e tais homens indignamente comem da Mesa do Senhor. Quem come o pão ou bebe o cálice do Senhor indignamente, come e bebe juízo sobre si mesmo (I Cor 26-29). Pois quando eles não se aproximam da fé verdadeira, eles desonram a morte de Cristo e, portanto, comem e bebem a condenação para si mesmos.
Essa ênfase na fé do receptor, em vez dos elementos comuns às Igrejas Reformadas Continentais e à Igreja da Inglaterra, também tem sido chamada de "recepcionismo". Contudo, a presença de Cristo no sacramento é objetiva e não depende de modo algum da atitude do recipiente que a percebe pela fé.

### Consubstanciação
A doutrina da consubstanciação, que se originou no movimento pré-reformado dos lolardos, na Inglaterra, é uma doutrina com a qual alguns anglicanos se identificam. Edward Bouverie Pusey, anglo-católico líder do Movimento de Oxford, no século XIX, defendeu fortemente a ideia da consubstanciação. Discutindo a opinião de Pusey, Thomas S. L. Vogan escreveu:
Não posso considerar injusto aplicar o nome da Consubstanciação à  uma doutrina que ensina que "a verdadeira carne e o verdadeiro sangue de Cristo estão no verdadeiro pão e vinho", de tal modo que "qualquer movimento ou ação do pão e vinho tem, o mesmo corpo e o sangue de Cristo também"; e que "as substâncias em ambos os casos estão tão misturadas que deveriam constituir uma só coisa.
Nesta doutrina, o pão e o vinho desaparecem na consagração, porém o Corpo e Sangue tornam-se presentes sem diminuí-los.[carece de fontes?]
Embora tenha surgido com o lolardismo, a consubstanciação é erroneamente citada como sendo a doutrina de Martinho Lutero e as igrejas luteranas, que na verdade rejeitam a consubstanciação aceitando, ao invés disso, o a doutrina da união sacramental.
Uma máxima no anglicanismo concernente à presença de Cristo é que "pode não ser uma mudança de substância, mas é uma mudança substancial". Se substancial denota uma propriedade espiritual dos próprios sacramentos, esta é a visão reformada, uma vez que, após a consagração, os elementos são adequados apenas para o uso sagrado e não podem mais ser usados como pão e vinho comuns.
Essa visão é expressa nas doutrinas aliadas, mas metafisicamente diferentes, da consubstanciação e união sacramental. Ambas as opiniões sustentam que Cristo está presente espiritualmente nos elementos eucarísticos. Tal presença espiritual pode ou não ser acreditada como estando em forma corporal, dependendo da posição doutrinária particular.[carece de fontes?] Pode, de fato, ser o Corpo Místico de Cristo, ainda que físico, como alguns anglicanos sustentam, ou uma realidade super-física "sobreposta" em, com e sob o pão e o vinho. Embora isso seja semelhante à consubstanciação, é diferente, pois tem uma ênfase decididamente mística.[carece de fontes?]

### Recepcionismo
Uma visão imprecisamente definida bem comum entre os teólogos anglicanos dos séculos XVi e XVII é conhecida como "recepcionismo", um termo não encontrado antes de 1867. De acordo com essa visão, embora o pão e o vinho permaneçam imutáveis, através da digna recepção do sacramento, o comunicante recebe o corpo e o sangue de Cristo. Essa visão permaneceu como sendo "a posição teológica dominante na Igreja da Inglaterra até o surgimento do Movimento de Oxford, no início do século XIX, com diferentes graus de ênfase". É importante lembrar que essa é "a doutrina da presença real", mas que "relaciona a presença primariamente ao digno receptor e não aos elementos do pão e do vinho".

## A forma do rito
Como mencionado acima, a liturgia para a Eucaristia é importante na teologia eucarística anglicana por causa do princípio da lex orandi, lex credenti. A liturgia é definida nos livros de oração autorizados pelas várias igrejas nacionais e províncias eclesiásticas da Comunhão Anglicana. Os ritos eucarísticos seguem uma ou outra de duas fontes principais: O Primeiro Livro de Oração em Inglês, de 1549, ou o Segundo Livro de Oração, de 1552 que, com pequenas modificações, se tornou Livro de Oração Comum de 1662, ainda hoje o ponto de referência oficial e legal da Igreja da Inglaterra. O autor de ambos os ritos foi Thomas Cranmer, que afirmou não existir diferença teológica entre os dois, mas foi forçado a transformar a sua teologia mais óbvia quando os tradicionalistas disse que eles ainda poderiam encontrar a doutrina da Missa na versão anterior.
Alguns ou todos os elementos seguintes podem ser alterados, transpostos ou ausentes dependendo do rito usado pela província ou igreja nacional. Nas liturgias modernas, qualquer que seja a fonte (1549 ou 1552) que seguem para o sacramento, a Liturgia da Palavra tem, com variações, um padrão bastante padronizado:
- A Liturgia da Palavra
  - O Encontro da Comunidade: Começa com uma saudação trinitária ou aclamação sazonal; seguido pela coleta para purificação; o Gloria in Excelsis Deo, Kyrie Eleison e o Trisagion; e depois a coleta do dia. Durante a Quaresma e/ou Advento, especialmente, esta parte do serviço pode começar ou terminar com um rito penitencial.
  - A Proclamação da Palavra: Geralmente duas a três leituras da Escritura, uma das quais é sempre dos Evangelhos, mais um salmo (ou parte dela) ou um cântico. Isto é seguido por um sermão ou homilia; a recitação do Credo dos Apóstolos ou Niceno;
  - As Orações do Povo: muito variada em forma. A passagem da paz pode ser colocada aqui.
- A Liturgia do Sacramento (1549, Cânone Escocês, livros de oração recentes)
  - A Celebração da Eucaristia: As ofertas de pão e vinho são recebidos, juntamente com os outros presentes (como dinheiro e/ou comida para um banco de alimentos e etc.), e uma oração de oferecimento é recitada. Depois disso, a oração eucarística (chamada "A Grande Ação de Graças") é recitada. Esta oração consiste em um diálogo (o Sursum Corda), um prefácio, o sanctus e benedictus, as palavras de Instituição, a anamnese, a oferenda ou apresentação das ofertas/presentes a Deus no sacrifício de louvor e ação de graças, a epiclese ou pedido que o Espírito Santo desça sobre os dons e os santifique para serem o Corpo e o Sangue de Jesus, uma declaração escatológica sobre o tempo do fim, doxologia e assentimento congregacional, Amém. Toda a oração é consagradora. Oração do Senhor segue, e é seguido pela fração (o partir do pão), a Oração do Acesso Humilde, que é opcional, o Agnus Dei, e a distribuição dos elementos sagrados (o pão e o vinho). Existe uma oração pós-comunhão. Uma doxologia ou uma oração geral de ação de graças pode se seguir. O serviço conclui com uma bênção trinitária e a demissão.
- A Liturgia do Sacramento (estilo de 1552/1662):
  - O padre prepara a mesa. Convite para examinar-se a si mesmo, confissão, absolvição, "palavras de conforto".[27] O Sursum Corda, prefácio, o sanctus, Oração do Acesso Humilde, Palavras de Instituição. Em seguida, vem a distribuição dos elementos, a Oração do Senhor, a oração conclusiva de agradecimento, o Glória in Excelsis Deo e a bênção.

A teologia desses ritos foi consideravelmente modificada nos últimos duzentos anos, com a reintrodução da linguagem ablacionária como pertencente a um sacrifício material e objetivo oferecido a Deus em união com Cristo. Os livros de oração de 1552, 1559, 1604 e 1662 colocaram a linguagem sacrificial em uma oração pós-comunhão, a fim de separá-lo do contexto da oração eucarística. Um excelente exemplo dessas modificações pode ser encontrado no Livro de Oração Comum Americano, introduzido pelo primeiro bispo episcopal americano Samuel Seabury e adotado pela Convenção Geral da Igreja Protestante Episcopal em 1789. Ele insistiu na adoção de uma oração eucarística completa do rito da Igreja Episcopal Escocesa Não-Jurada para substituir a versão truncada dos primeiros ritos ingleses a partir de 1552. A oração adotada incluía as palavras: "com estes santos dons, que agora nós oferecemos a ti", que foram inseridos após as palavras do rito de 1549: "nós, teus humildes servos, celebramos e fazemos diante de tua Divina Majestade" e, antes as palavras "o memorial que teu Filho nos ordenou fazer", no Livro de Oração Comum. Um epiclese também foi restaurado. A inserção destas dez palavras em efeito desobedeceu a teologia de Cranmer que o sacrifício de louvor e a ação de graças estava restrita a palavras e sentimentos em oração.

### Igreja da Inglaterra
A longo do século XX, a Eucaristia na Igreja da Inglaterra passou por uma série de mudanças significativas e, na maioria das igrejas, o Livro de Oração Comum não é mais usado para muitos serviços. O Livro de Oração (Alternativa e Outros Serviços) de 1965 redefiniu a "autoridade legal dos leigos".
- O Livro de Oração Comum, 1662
- Um novo conceito de serviços alternativos que podem ser usado por até sete anos. Uma autorização adicional dos sete anos pode ser concedida pelo Sínodo Geral.
- Provisão para tornar outros serviços legais fora do alcance do Livro de Oração Comum, tais como cultos familiares.

Sob a nova medida, todos os serviços que o livro de orações depositou em 1928, que estavam em uso há quase 40 anos sobre a declaração de bispos individuais, perderam toda a autoridade legal. Então eles teriam que ser autorizados como serviços alternativos. A Comissão Litúrgica não ajudaria nesse processo, então foi deixado para a Casa dos Bispos editar um conjunto de ritos de 1928 e publicá-los. Estes foram publicados em dezembro de 1965, que mais tarde seriam conhecidos como Série 1. Ao mesmo tempo, a Comissão Litúrgica também produziu e publicou textos em prontidão para as novas medidas entrarem em vigor e estas eram conhecidas como Série 2. A teologia eucarística desta série encontrou dissensão em dois lugares-chave: o uso da "oferta" em relação ao pão e vinho na oração eucarística e a provisão de orações pelos mortos. Demorou até 1967 para o Sínodo Geral concordar com o formato litúrgico. Em 1969, toda a Série 2 desapareceria obscuramente após uma disputa entre a Casa dos Leigos e a Casa dos Clérigos sobre o serviço fúnebre. Ao mesmo tempo em que as Séries 1 e 2 estavam passado pelo Sínodo Geral, houve uma mudança crescente no mundo de língua inglesa que se afastou do uso do inglês de Tudor na adoração.
O uso do inglês moderno e o endereçamento a Deus como "você" deu origem a uma nova versão da Eucaristia que seria chamada de Série 3. A International Consultation on English Text (ICET) (em português: Consulta Internacional sobre Textos Ingleses) produz alguns textos comuns recomendados para os cristãos anglófonos. Ao contrário das Séries 1 e 2, que tinham um formato baseado no Livro de Oração Comum, o culto público da Série 3 seguiu a forma que muitos hoje reconheceriam. Sua primeira apresentação ao Sínodo Geral em 1971 levantou severas críticas, mas após algumas pequenas revisões foi aprovada no ano seguinte. Embora o Livro de Oração Comum permanecesse como sendo a norma em muitas paróquias, uma alta proporção estava sendo preparada para uma série de celebrações onde Deus era tratado como "você" por todo o caminho.
Livro de Serviço Alternativo
Os prazos introduzidos em 1966 dificultaram a utilidade das novas celebrações. Muitos foram produzidos em formulários e folhetos. Mas a medida que a Comissão de Adoração e Doutrina da Igreja da Inglaterra de 1974 permitiu ao Sínodo Geral fornecer, por cânon, o uso ilimitado de cerimônias alternativas. Em 1976, foi criado um grupo de trabalho para reunir todos os vários folhetos da Série 3 incluindo aquela para a Eucaristia, unindo-os em um único volume de trabalho. Era razoável. Este concluiu-se até o final de 1979 e o volume foi autorizado pelo sínodo do ano seguinte. Inicialmente o processo durou dez anos sendo estendido por mais dez. O Livro de Serviços Alternativos de 1980 tinha duas liturgias de comunhão - Rito A e Rito B. O Rito B foi baseado na Série 1 que, por sua vez, foi baseado no formato litúrgico do Livro de Oração Comum e estava na linguagem tradicional. O Rito A foi baseado na liturgia de comunhão da Série 3 sendo a maior parte do volume escrito em linguagem contemporânea em reconhecimento ao fato de que o inglês, desde que o Livro de Oração Comum foi produzido, mudou de uso e significado ao longo dos séculos:
- A preparação: uma saudação, a coleta de purificação e o rito penitencial.
- Kyrie Eleison ou Gloria in Excelsis Deo, dependendo da época.
- Ministério da Palavra: leituras escriturísticas, um salmo (frequentemente não usado), sermão e credo.
- Orações de intercessão e um lugar alternativo para o rito penitencial, se necessário.
- Partilha da paz
- Ministério do Sacramento, incluindo o ofertório e o uso de uma das quatro orações eucarísticas para consagrar o pão e o vinho. A forma de que foram como descrito acima, incluindo a Oração 4, que foi a versão do Livro de Oração Comum em inglês moderno.
- A provisão para o uso de hinos e outras músicas sacras.

Havia também uma ordem litúrgica para as paróquias que desejavam ter uma celebração em inglês moderno, mas ainda assim manter a forma daquele encontrado no Livro de Oração Comum. Este livro de orações provou ser bem sucedido, sendo usado pela maioria das paróquias com o Rito A sendo, portanto, o mais popular dos dois. Mas o trabalho não parou por aqui. Houve uma mudança de linguagem distinta, que incluiu o uso de linguagem inclusiva, conforme descrito no relatório Making Woman Visible, de 1988, mas que só foi adotado quando o texto revisado para o culto comum foi compilado. Material sazonal foi produzido. Primeiramente, em 1986, foi a Quaresma, Semana Santa e Páscoa, que foi seguida em 1992 pela Promessa de Sua Glória, que continha uma série de material para o uso entre Todos os Santos e Candelária.

### Common Worship
O Common Worship (em português: Adoração Comum) é o nome dado à biblioteca de volumes que substituiem o Livro de Serviços Alternativos de 1980. Em 1994, a Comissão Litúrgica sugeriu ao Sínodo Geral que era melhor produzir uma série de textos separados do que espremer tudo em um único volume. Isso refletiu nas descobertas do relatório Faith in the City (em português: Fé na Cidade), publicado em 1985, que identificou que dar às pessoas um volume de 1300 páginas era um sintoma do abismo entre as igrejas e as pessoas comuns. A facilidade de manuseio era o objetivo de produzir o novo material de adoração. Tudo isso estava disponível em livretos separados, cartões congregacionais, arquivos para download e também parte do programa de composição do Visual Liturgy Service. Os principais volumes para liturgia eucarística são:
- Common Worship: Serviços e Orações para a Igreja da Inglaterra: É o volume principal do qual o culto congregacional é extraído.
- Common Worship: Edição do Presidente: É usada para que a celebração seja conduzida.
- Common Worship: Tempos e Estações: Coletânea de material para cada tempo litúrgico.

As paróquias puderam recorrer ao material central para produzir livretos agradáveis aos fiéis, combinando o tempo litúrgico e a sua situação local. Dentro do Common Worship, assim como no Livro de Serviços Alternativos, existem duas ordens de serviço litúrgico - Ordem 1 e Ordem 2. A Ordem 1 é uma revisão gentil do Rito A encontrado no Livro de Serviços Alternativos. O formato litúrgico manteve-se no todo inalterada, mas os compiladores do Common Worship puderam tirar proveito da experiência do material sazonal pós-Livro de Serviços Alternativos, bem como nas mudanças no culto ocorridas em outras denominações. Grandes mudanças no texto ocorreram para garantir que a linguagem inclusiva fosse usada, além de oferecer uma escolha muito mais ampla de texto. O rito estava disponível tanto na linguagem moderna quanto na tradicional, como na Ordem 2.
A forma da Ordem 1 é a seguinte:
Introdução
- O povo e o padre cumprimentam-se em nome do Senhor.
- Confesse seus pecados. Este é o único lugar que pode acontecer.
- Glória a menos que nas estações penitenciais.
- Ofertório/coleta do dia.

A Palavra
- Pelo menos duas leituras incluindo o Evangelho.
- O sermão.
- O credo ou alguma outra profissão de fé.

Orações de intercessão
A Ceia
- Partilha da paz.
- Recebimento das oferendas.
- Consagração do pão e do vinho.
- Recebimento da comunhão.

Encerramento da partilha com a bênção de Deus
A Ordem 2 possui uma sensação de ser mais voltado para o serviço litúrgico
Introdução
- A assembleia e o sacerdote se preparam para a adoração ouvindo e respondendo aos comandos.
- Oração de ofertório/coleta.

A Palavra
- Pelo menos duas leituras.
- O sermão.
- A profissão de fé.

As Orações
- Preparação do altar.
- Oração pela Igreja e pelo mundo.
- Confissão de pecados.

A Ceia
Louvor a Deus por sua bondade.
- Consagração do pão e do vinho.
- Recebimento da comunhão
- Resposta com ação de graças.

Término e partida com a bênção de Deus.
Cada ordem pode recorrer a uma das oito orações de comunhão.
As orações A e C foram tiradas daqueles que estiveram no Rito A do Livro de Serviços Alternativos com algumas revisões. A oração D é de natureza responsorial e é boa para qualquer celebração com pessoas de todas as idades. A oração E é a mais curta e tem algum sabor de oração. Tem suas origens na tradição cristã oriental. A oração G é uma reformulação de uma oração produzida pela Igreja Católica Romana. A oração H é um diálogo entre o sacerdote e o povo que termina com o santo com uma oferta de louvor.
Mas o Common Worship não termina aí, pois o material que agora está disponível para a Eucaristia é considerável e inclui:
- Duas versões do resumo da Lei.
- Duas versões dos mandamentos.
- As bem-aventuranças.
- Duas versões das palavras de conforto.
- Quatro convites para a confissão.
- Seis confissões.
- Duas absolvições.
- Sete aclamações evangélicas.
- Quatro orações depois da comunhão.
- Sete afirmações autorizadas de fé, bem como o Credo de Nicéia e dos Apóstolos.
- Quinze conjuntos de disposições sazonais.

Isso permite que as igrejas tenham muito mais variedades em seus serviços de adoração, assim como marcar as estações litúrgicas de maneira mais significativa. A forma mais comum de apresentar o material é por meio de livretos de serviço, para torná-lo mais agradável ao usuário, em vez de apresentar todo o volume.

## Costume do rito

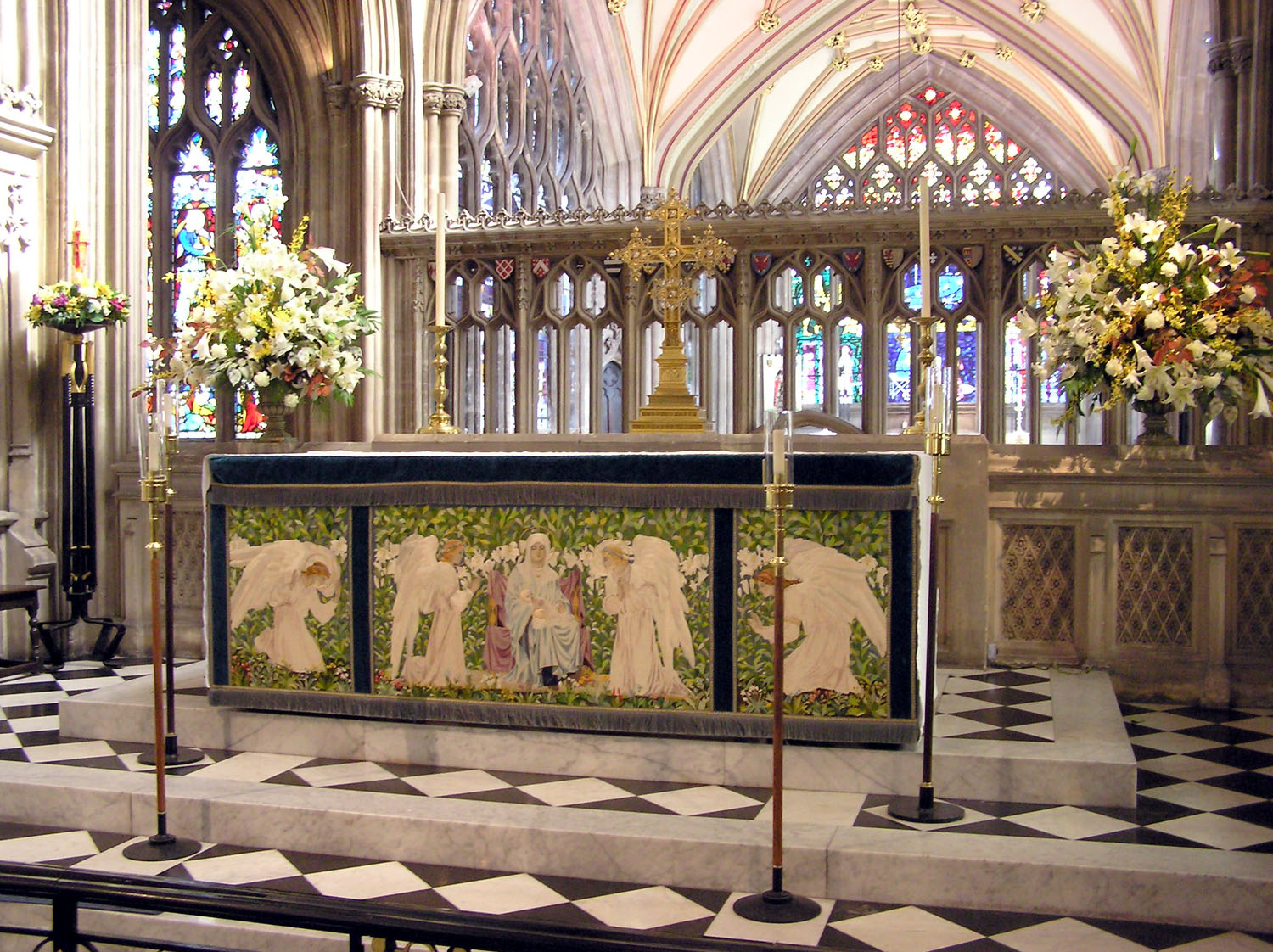
Estilo típico de um altar anglicano

As rubricas de um determinado livro de orações descrevem os parâmetros da prática aceitável em relação a rituais, vestimentas, ornamentos e métodos e meios de distribuição do sacramento. A piedade comunitária de uma dada paróquia ou diocese determinará a expressão dessas rubricas e a teologia eucarística implícita.
Até a última parte do século XIX, a chamada "Rubrica dos Ornamentos", do Livro de Oração Comum de 1662 foi interpretada como inibidora de grande parte do cerimonial que os anglicanos tomam por certo. Os sacerdotes eram orientados a ficar do lado norte ou do lado norte do altas, as velas no altar eram consideradas proibidas assim como o uso de casula ou manípulo. As controvérsias ritualistas do final do século XIX solidificaram a ascendência do Movimento de Oxford no Reino Unido e em muitas outras partes da Comunhão Anglicana, introduzindo uma diversidade muito maior de práticas.

### Igreja Baixa

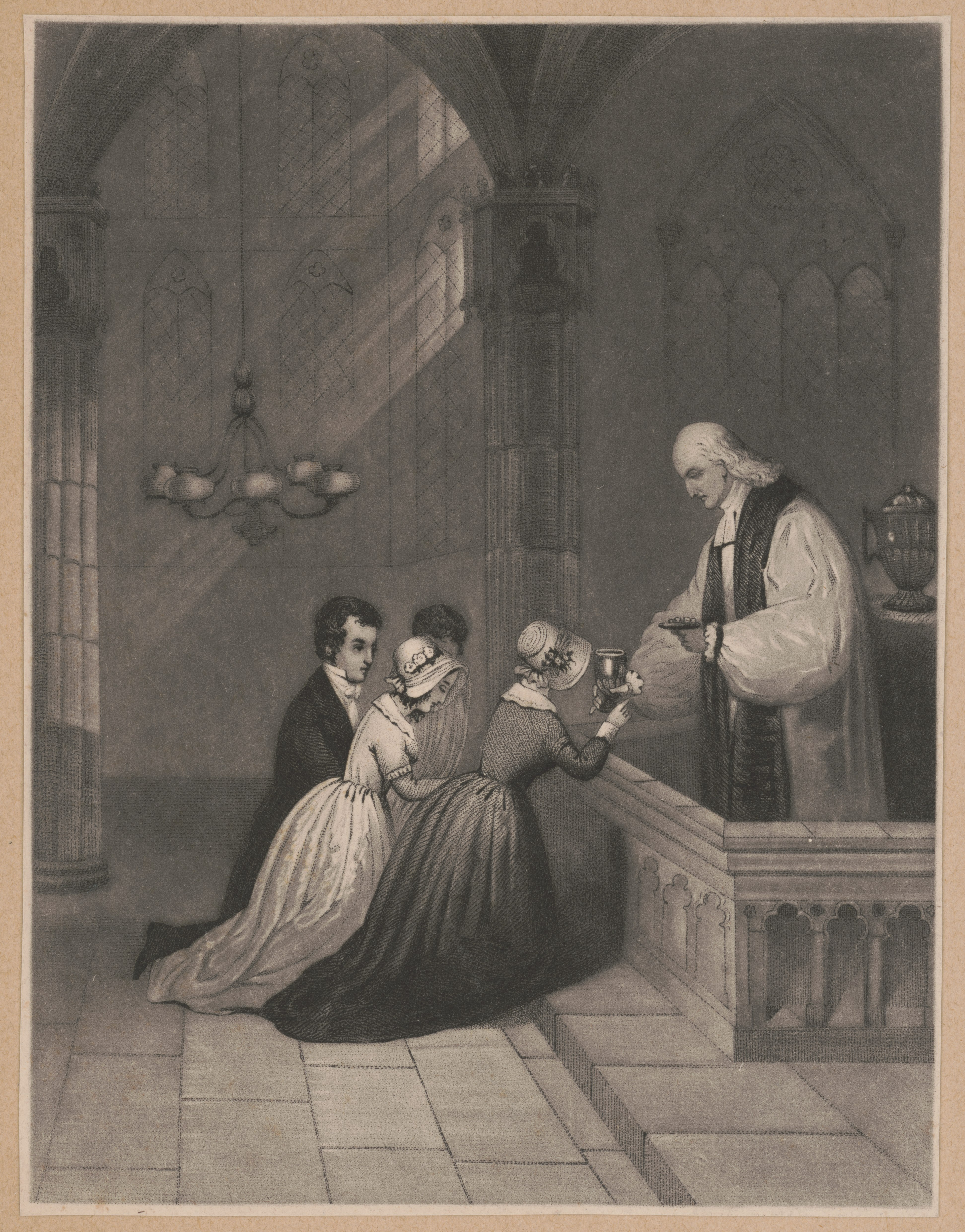
Bispo William White celebrando a comunhão usando uma vestimenta de coral no século XIX. Tal prática permanece típica do clero da igreja baixa, que se opõe ao uso de vestimentas sacramentais.

Nas paróquias da igreja baixa, o cerimonial é geralmente minimizado, de acordo com as rubricas dos livros de oração anglicanos históricos. O culto é mais frequentemente chamado de Santa Comunhão do que Eucaristia. O padre é tipicamente vestido simplesmente em uma batina, sobrepeliz e um lenço preto chamado tippet. Este é o "hábito do coral" de um padre usado no serviço da Palavra, mas que também pode ser usado como vestimentas litúrgicas, como era comum em anos anteriores. Em algumas províncias, identificar a tradição da Igreja Baixa apenas por sua vestimenta está se tornando mais difícil à medida que as fronteiras tem se tornado difusa. Muitas paróquias que tem uma apelo mais carismático, de modo geral, abandonaram o uso de vestimentas litúrgicas na maioria de seus serviços, que são bem semelhamentes aos encontrados em igrejas pentecostais. Mas até isso não é universal e dependerá da tradição paroquial, com alguns sendo investidos em ocasiões especiais. A Eucaristia é celebrada com menos frequência ou se for parte da confirmação. Em algumas paróquias da Igreja Baixa, o ministro pode substituir o lenço de pregação preto por uma estola que reflete a cor da estação litúrgica.
A ação manual é mantida nos padrões das rubricas encontradas no Livro de Oração Comum (muitas vezes limitando-se a colocar as mãos nos elementos durante as palavras da instituição). O altar é referido como a "mesa do Senhor", a "mesa sagrada", ou simplesmente a "mesa". As velas são ausentes ou, quando presentes, apenas duas. O material sobre a mesa pode ser limitado ao cálice e à patena, uma cobertura de tecido e, em alguns casos, o livro de orações. A celebração da Santa Comunhão pode ser semanal ou mensal. Essa frequência está de acordo com a prática anglicana que predominou antes do século XX. Após o serviço, e seguindo as rubricas históricas, o pão e o vinho não consumidos são ingeridos reverentemente pelo sacerdote e demais ministros. Se houver mais do que o clero puder consumir, os leigos são chamados para ajudar a comer os elementos restantes. De acordo com os Artigos de Religião, o pão e o vinho remanescentes não são guardados em um sacrário ou tabernáculo. Em algumas paróquias, o presidente fica no lado norte da mesa sagrada para ler o serviço litúrgico, de acordo com algumas interpretações das rubricas do Livro de Oração Comum de 1662.

### Igreja Ampla/Igreja Central
Na maioria das paróquias da igreja ampla, há um pouco mais de elaboração litúrgica. Hoje em dia, participar da Eucaristia em uma paróquia da Igreja Ampla, provavelmente, será semelhante a uma missa católica romana contemporânea em muitos aspectos. Geralmente, os sacerdotes estarão vestidos com uma alva e estola e também, em muitos casos, casula. Eles podem fazer uso de um lavabo em preparação para a celebração e o cálice e patena podem ser escondidas, inicialmente, por uma burca ou um véu ornamental. Quase sempre as velas estarão presentes no altar. Os anglicanos da Igreja Ampla celebram a Eucaristia todos os domingos, ou pelo menos, na maioria dos domingos. O rito também pode ser celebrado uma ou duas vezes em outras ocasiões durante a semana.O sacramento é frequentemente reservado em um aumbry ou consumido. Anglicanos da Igreja Ampla podem ou não reverenciar o sacramento, como tal, porém frequentemente todos se curvarão quando passarem pelo altar.

### Igreja Alta/Anglo-Católica
Nas paróquias da Igreja Alta, a liturgia envolve uma elaboração maior. Muitas vezes, o sacerdote será acompanhado por um diácono e um leitor (o diácono é ordenado nas Ordens Sagradas. Um leitor é uma pessoa leiga autorizada a liderar a adoração e a pregação que também será encontrada nas tradições da Igreja Baixa e da Igreja Ampla). Os clérigos estarão vestidos com vestes eucarísticas históricas específicas de seu ofício (casula, dalmática e túnica, respectivamente). Às vezes, eles usam manípulos e ornamentam os amitos. O leitor sempre usará batina, sobrepeliz e lenço azul, conforme estabelecido pelo cânon. Em muitas igrejas, o altar será fixado contra a "parede leste" e os ministros sagrados celebrarão a Missa diante do tabernáculo (frequentemente composto por um crucifixo em cima) acima do altar, isto é, os ministros sagrados e a congregação estarão todos voltados para a mesma direção. Além do tabernáculo (contendo o sacramento reservado), o altar é frequentemente adornado com seis velas. Incenso e sinos são usados com frequência complementada por um número de orações e liturgias oradas anteriormente pelo sacerdote, ministros sagrados e servidores e às vezes também pelas pessoas.
A teologia eucarística anglo-católica enfatiza a comunhão frequente, idealmente cotidiana. Os elementos não consumidos são normalmente reservados em um cofre do tabernáculo ou do sacrário, seja preso a um altar fixo ou colocado atrás ou ao lado de um altar independente. O sacramento reservado é frequentemente usado ao visitar os doentes ou em casa, bem como no ministério aos moribundos. Quando o sacramento está presente, os anglo-católicos costumam fazer genuflexões quando passam em frente a ele. Quando ausentes, eles se curvarão ao altar. Muitas vezes um sacrário é dignificado da mesma maneira. Muitos anglo-católicos praticam a adoração eucarística e a bênção do Santíssimo Sacramento ou através de um rito litúrgico corporativo.

## Administração do sacramento
Enquanto o assunto sempre for pão e vinho, sempre haverá alguma variação. O pão pode ser na forma de hóstias individuais ou um pão real onde seus pedaços são rasgados e distribuídos. O vinho é tipicamente vermelho, mas pode ser branco. Em alguns casos, vinho fortificado, como xerez ou vinho do porto, é usado. Em outros ainda, a opção pelo suco de uva é oferecida, geralmente em consideração a destinatários que são alcoólatras (embora seja considerável aceitável e válido receber o sacramento somente em um tipo, isto é, o pão, acompanhar as rubricas do Livro de Oração Comum de 1662).
O modo de administração é variada. Muitas paróquias anglicanas mantêm o uso de um gradeamento de altar, separando a área ao redor do altar do resto da igreja. Esta prática destina-se a transmitir a santidade associada ao altar. Em tais igrejas, aqueles que desejam receber a comunhão se aproximarão e se ajoelharão no altar, algumas vezes fazendo o sinal da cruz e colocando a mão (direito sobre a esquerda) para receber o pão, cruzando-se novamente para receber o cálice. Os anglo-católicos costumam ter cuidado para não mastigar o pão (daí o uso irresistível de hóstias nessas paróquias) ou tocar no cálice. Alguns preferem ter o pão colocado diretamente em sua língua. Em outras paróquias, os fiéis se colocam diante dos outros administradores para receber a Comunhão, enquanto que ainda outros participantes podem distribuir o sacramento de um para o outro, muitas vezes de pé em círculo ao redor do altar. A prática de usar copinhos individuais e distribuir pedaços de pão para serem consumidos simultaneamente por toda congregação é extremamente incomum no anglicanismo, mas não é inédita.
A prática anglicana é que aqueles que administram o sacramento devem ser licenciados pelo bispo diocesano. Tradicionalmente, padres e diáconos eram os únicos ministros autorizados a administrar; No entanto, muitas províncias permitem agora o licenciamento de administradores leigos.
A questão de quem pode receber a comunhão também varia. Na prática anglicana histórica, o altar era "cercado" daqueles cuja maneira de viver era considerada impenitentemente pecaminosa. À medida que as paróquias cresceram e a vida privada dos indivíduos tornou-se menos acessível ao conhecimento público, essa prática retrocedeu - embora os padres, ocasionalmente, se recusem à admitir à comunhão aqueles que eles sabem estar ativamente envolvidos em comportamento notoriamente pecaminoso, como atividade criminosa. A maioria das províncias anglicanas mantém a "mesa aberta", o que significa que todos os cristãos batizados são bem-vindos para receber a comunhão. Em muitos outros, o acesso ao sacramento é reservado para aqueles que foram batizados e confirmados, seja na tradição anglicana ou em outra tradição. Aqueles que são inelegíveis ou que não desejam receber são frequentemente encorajados a se aproximar e cruzar os braços para formar um sinal de cruz para indicar que desejam receber uma bênção.

## Reserva, consumo e disposição
Uma rubrica seguindo a Ordem da Santa Comunhão no Livro de Oração Comum de 1662 instrui que qualquer pão e vinho restantes devem ser consumidos assim que o culto conclua:
E se algum pão e vinho permanecerem não consagrados, o Cura o terá para seu próprio uso; mas se algum remanescer do que foi consagrado, ele não será levado para fora da Igreja, mas o sacerdote, e tal outro dos comungantes como ele irá chamar-lhe, devem imediatamente após a bênção, reverentemente comer e beber o mesmo.
No American Prayer Books (até 1979), uma rubrica diz assim:
E se qualquer um dos pães e vinhos consagrados permanecerem após a Comunhão, não será retirado da Igreja; pois o ministro e outros comungantes, reverentemente, comerão e beberão o mesmo após a bênção.
O Artigo XXVIII dos Trinta e Nove Artigos de Religião declara que "o Sacramento da Ceia do Senhor não foi reservado por ordem de Cristo, realizado, levantado ou adorado". Edgar Gibson, bispo de Gloucester, explica este artigo escrevendo: "A declaração no artigo é redigida com o máximo cuidado e com moderação estudada. Não se pode dizer que qualquer uma das práticas são condenadas ou proibidas por ela. Apenas equivale a isso: que nenhum deles pode reivindicar ser parte da instituição divina original". O sacerdote anglicano Jonathan A. Mitchinan reformula essa visão afirmando que o artigo XXVIII não proíbe a prática da reserva, mas observa que ela não tem uma origem na Sagrada Escritura.
Como tal, hoje, apenas uma minoria de dioceses anglicanas não autorizam que suas igrejas individuais reservem o sacramento entre as celebrações. Nestas igrejas, o consumo ou a disposição reverente são praticados com frequência. Quando descartados, os elementos podem ser finalmente quebrados/derramados sobre a terra ou colocados em uma "piscina" na sacristia, uma pia com um cano que leva ao subsolo para um buraco ou para a terra. O que é feito com os elementos restantes é muitas vezes reflexo do entendimento da igreja.
Onde a reserva é permitida, as paróquias colocarão o sacramento (junto com os óleos santos) em um sacrário - um armário inserido na parede da capela-mor. Como mencionado acima, as paróquias anglo-católicas que acreditam na presença corpórea do sacramento abençoado fazem uso de um tabernáculo, com o qual estão associados vários atos de reverência e adoração.

## Desenvolvimentos ecumênicos
Em 1910, Raphael de Brooklyn, um bispo ortodoxo oriental, "sancionou um intercâmbio de ministrações com os episcopais em locais onde membros de uma ou outra comunhão estão sem clero". Raphael afirmou que em locais "onde não há padre ortodoxo residente", um sacerdote anglicano poderia administrar o casamento, o batismo sagrado e o Santíssimo Sacramento a um leigo ortodoxo. Em 1912, no entanto, Raphael terminou a intercomunhão depois de se sentir desconfortável com o fato de que a Comunhão Anglicana continha diferentes formas de igreja dentro dela, por exemplo, a Igreja Alta, a ala evangelicalista e etc.
Representantes das Igrejas Anglicana e Católica Romana declararam que chegaram a um "acordo substancial sobre a doutrina da Eucaristia" na Declaração de Windsor sobre Doutrina Eucarística desenvolvido pela Comissão Internacional Anglicano-Católica Romana, bem como a Elucidação da Declaração Anglicana-Católica Romana de Windsor. Em 1994, a Consulta Católica Romana-Anglicana nos Estados Unidos da América divulgou as Cinco Afirmações sobre a Eucaristia como Sacrifício, que afirmou:
as espécies do pão e do vinho, essas realidades da terra são transformadas na realidade de seu corpo e sangue. Em inglês, os termos "substância", "substancial" e "substancialmente" tem tais implicações físicas e materiais que nós, aderindo ao "Relatório Final", substituímos a palavra "verdadeiramente" pela palavra "substancialmente"...
[...] à luz dessas cinco afirmações [a Consulta Católica Romana-Anglicana nos Estados Unidos da América] registra suas conclusões de que a Eucaristia como sacrifício não é uma questão que divide nossas duas igrejas.
Isso equivale a uma aceitação da doutrina, como uma expressão de uma reserva sobre o uso do nome da doutrina em inglês, porque a palavra é mal entendida pelos falantes da língua inglesa.